# Carl Wegelius
Carl Wredeby Berger Wegelius, född 30 juli 1905 i Nokia, död 18 juli 1988 i Stockholm, var en finländsk läkare.
Carl Wegelius var son till häradshövdingen Carl Jacob Wegelius och friherrinnan Anna Helena Wrede. Han studerade från 1923 vid Helsingfors universitet där han blev medicine kandidat 1927, medicine licentiat 1931 samt medicine och kirurgie doktor 1934. Efter förordnanden i Viborg 1931–1933 och i Helsingfors 1933–1940 var han röntgenöverläkare vid Allmänna sjukhuset 1940–1948 samt röntgenläkare vid Lappviks sjukhus 1941–1946 och vid Invalidstiftelsens sjukhus i Helsingfors 1943–1946. Dessutom var han bland annat chef för Sanitärskyddskårens avdelning i Helsingfors 1937–1944, läkare vid Helsingfors militärdistrikt 1944–1948 och VD för Oy Yleis-röntgen AB 1946–1948. Under krigen 1939–1940 och 1941–1944 tjänstgjorde han bland annat som chefläkare vid krigssjukhus och armékårsöverläkare. Wegelius var docent i röntgendiagnostik vid Helsingfors universitet 1942–1949 och tillförordnad professor 1946.
1948 flyttade  han till Sverige och verkade i Stockholm som röntgenöverläkare vid Nortulls sjukhus och Epidemisjukhuset, Karolinska institutets barnklinik och som chef för Wenner-Grens medicinska forskningslaboratorium. Åren 1953–1960 var han samtidigt professor i röntgenologi vid Åbo universitet. 
Wegelius utvecklade kinematografiska och tredimensionella röntgenfotografiska metoder och dokumenterade bland annat den nyföddas första andetag och omställning av blodomloppet. Vidare utvecklade han ryggradens och hjärt-kärlsystemets röntgendiagnostik och skärmbildsfotograferingen som hälsoundersökning av befolkningen. Han ivrade för nordiskt samarbete och valdes till hedersledamot av nordiska och sydamerikanska röntgenologiska sällskap. 